# Григор, Олег Александрович
Григор Олег Александрович (род. 18 января 1967, Кривой Рог, Днепропетровская область) — украинский учёный, доктор политических наук, профессор. Ректор Черкасского государственного технологического университета.

## Биография
Родился 18 января 1967 года года в городе Кривой Рог Днепропетровской области.
В 1984 году окончил среднюю школу в селе Княжья Звенигородского района Черкасская область.
В 1990 году окончил механико-технологический факультет филиала Киевский политехнический институт по специальности «Технология машиностроения, металлорежущие станки и инструменты» с присвоением квалификации инженер-механика.
В 1990—1993 годах работал технологом складского цеха Черкасского приборостроительного завода.
В 1993—1996 годах учился в аспирантуре Черкасского инженерно-технологического института по специальности «Экономика предпринимательства и формы хозяйствования». Научный руководитель профессор Губарь Станислав Иванович.
С 1996 года работал научным сотрудником и старшим преподавателем кафедры экономики и управления Черкасского инженерно-технологического института.
В 2002 году баллотировался по мажоритарному округу № 38 в Черкасский городской совет 4-го созыва от Демократической партии Украины.
В 2003 году защитил диссертацию кандидата наук по государственному управлению по специальности «Теория и история государственного управления».
С 2004 года — доцент кафедры экономики и управления Черкасского государственного технологического университета. В 2006—2014 годах возглавлял учебный отдел Черкасского государственного технологического университета.
В 2014—2015 годах — начальник учебно-организационного отдела Восточноевропейского университета экономики и менеджмента.
С 2014 года — член конкурсной комиссии Черкасской областной государственной администрации.
С июня 2015 по ноябрь 2016 года — первый проректор Черкасского государственного технологического университета. С июня 2016 года приказом Министерства образования и науки Украины исполнял обязанности ректора Черкасского государственного технологического университета. 28 ноября 2016 года приказом № 615-К Министерства образования и науки Украины назначен ректором Черкасского государственного технологического университета.

## Научная деятельность
Автор более 100 научных работ.